# David Revivo
David Revivo (in ebraico דוד רביבו‎?; Ashdod, 5 dicembre 1977) è un allenatore di calcio ed ex calciatore israeliano, di ruolo centrocampista.

## Biografia
È il fratello minore di Haim Revivo, anch'egli ex calciatore.

## Palmarès

### Club

#### Competizioni nazionali
- Coppa Toto: 1

Maccabi Tel Aviv: 1998-1999